# Parchi nazionali della Macedonia del Nord
I parchi nazionali della Macedonia del Nord sono tre.
| Nome                         | Regione        | Area (ha) | Anno | Localizzazione                                                                          | Immagine | Link |
| ---------------------------- | -------------- | --------- | ---- | --------------------------------------------------------------------------------------- | -------- | ---- |
| Parco nazionale del Pelister | Pelagonia      | 17.140    | 1948 | Mappa di localizzazione: Macedonia del Nord · Parchi nazionali della Macedonia del Nord |          |      |
| Parco nazionale di Mavrovo   | Polog          | 72.204    | 1949 | Mappa di localizzazione: Macedonia del Nord · Parchi nazionali della Macedonia del Nord |          |      |
| Parco nazionale del Galičica | Sudoccidentale | 24.320    | 1958 | Mappa di localizzazione: Macedonia del Nord · Parchi nazionali della Macedonia del Nord |          |      |
| Totale                       | Totale         | 113.664   |      |                                                                                         |          |      |